# 净额结算
净额结算是一种用于跨行交易的支付系统。银行每天会在一个指定时间结算所有交易总额，以完成净额结算。   
采用净额结算的跨行支付系统中会记录借方和贷方，各方只需要实际支付借方和贷方之间的差额（净头寸）。 在大多数支付系统中，这种净额清算将在指定的结算时间之间在清算所的账本上进行，当资金在中央银行的储备账户中借记或贷记时，净头寸的最终的结算才算完成。
例如，如果两方（A 和 B）在净额结算方案中进行双边交易，  ，A向B支付200 美元，B向A支付150 美元，则A对B的净结算义务为 50 美元。其余部分实际上被“抵消”。 
当涉及三个或更多参与方时，就会发生多边净额结算 。在此示例中，A向B支付200 美元，B向C支付 150 美元，C向A支付175 美元。多边模型中的净义务是A和C各向结算“底池”支付25美元，B收到50美元。 
使用净额结算是因为与全额结算相比，它减少了在结算媒介中必须持有的金额，而全额结算则需要即时支付每笔交易。其次净额结算还可以降低银行间风险。 净额结算是多边交易，通常与所使用货币的中央银行联系。 在一个多边净额结算周期内，所有被包括的的交易会被囊括成单方向的资金流动，以代表总体的净头寸。现存的净额结算系统包括美国的CHIPS 、英国的BACS 和日本的 BOJ-NET （2000 年之前）  等等。 
净额结算可能会带来其自身的特定风险。如果交易对净额结算的应用不具有法律约束力，那么在一个参与者违约的情况下，其他守约方可能会在法律上仍有义务去支付违约方的所有毛额，但守约方却可能收不到违约方本应支付的金额。 此外，如果净额结算系统的参与者之一无法在结算周期结束时结算其义务，则会阻止所有各方完成结算：这可能需要撤销已放入该结算周期的所有交易。 
证券义务的结算采用一种特殊的净额结算形式，称为货银对付，即一手交款，一手交券。